# June Griffith
June Griffith (June Marcia Griffith, verheiratete Collison; * 16. Juni 1957) ist eine ehemalige guyanische Sprinterin und Weitspringerin.

## Sportliche Karriere
Bei den Commonwealth Games 1978 in Edmonton gewann sie Bronze im Weitsprung, wurde Fünfte über 400 m und schied über 200 m im Halbfinale aus.
1979 holte sie bei den Panamerikanischen Spielen in San Juan Silber über 400 m und kam beim Leichtathletik-Weltcup in Montreal mit der amerikanischen Mannschaft Fünfte in der 4-mal-400-Meter-Staffel.
Beim Leichtathletik-Weltcup 1981 in Rom wurde sie mit der amerikanischen 4-mal-400-Meter-Stafette Dritte.
1982 siegte sie über 400 m bei den Zentralamerika- und Karibikspielen und wurde Achte bei den Commonwealth Games in Brisbane. Im Jahr darauf schied sie über dieselbe Distanz bei den Leichtathletik-Weltmeisterschaften 1983 in Helsinki im Viertelfinale aus und wurde Fünfte bei den Panamerikanischen Spielen in Caracas.
Bei den Olympischen Spielen 1984 in Los Angeles erreichte sie über 400 m das Halbfinale.
1979 wurde sie US-Hallenmeisterin über 440 Yards.

## Persönliche Bestleistungen
- 400 m: 51,37 s, 19. Mai 1979, Durham
- Weitsprung: 6,52 m, 11. August 1978, Edmonton